# Mariano del Friuli
Mariano del Friuli es una localidad y comune italiana de la provincia de Gorizia, región de Friuli-Venecia Julia, con 1.573 habitantes.

## Evolución demográfica
| Gráfica de evolución demográfica de Mariano del Friuli entre 1861 y 2001 |
|                                                                          |
| Fuente ISTAT - elaboración gráfica de Wikipedia                          |